# Makuhivka (Kovalivka), Poltava
Makuhivka (în ucraineană Макухівка) este un sat în comuna Kovalivka din raionul Poltava, regiunea Poltava, Ucraina.

## Demografie
Componența lingvistică a localității Makuhivka
     Ucraineană (94,46%)
     Rusă (5,17%)
     Alte limbi (0,12%)
Conform recensământului din 2001, majoritatea populației localității Makuhivka era vorbitoare de ucraineană (94,46%), existând în minoritate și vorbitori de rusă (5,17%).